# Mauzoleum

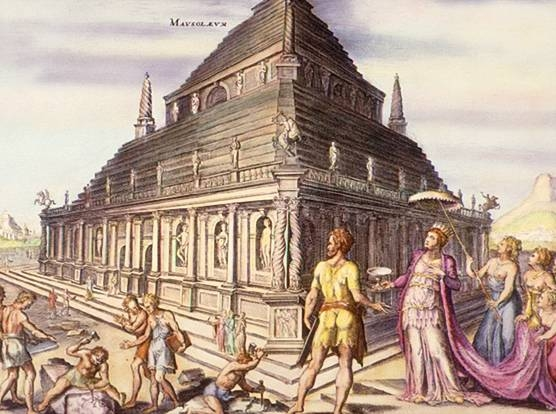
Mauzoleum w Halikarnasie

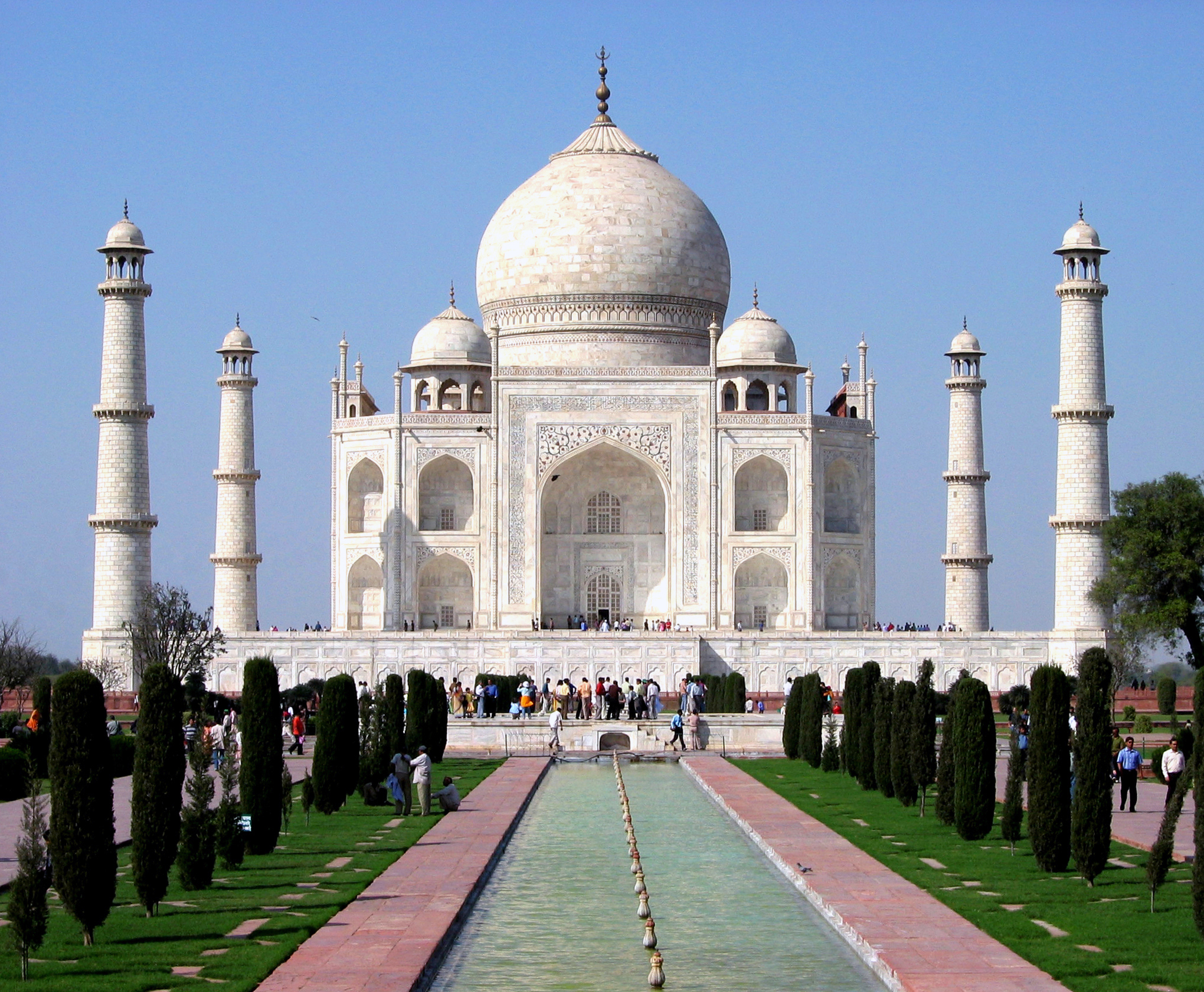
Tadź Mahal jest najbardziej znanym mauzoleum, Indie

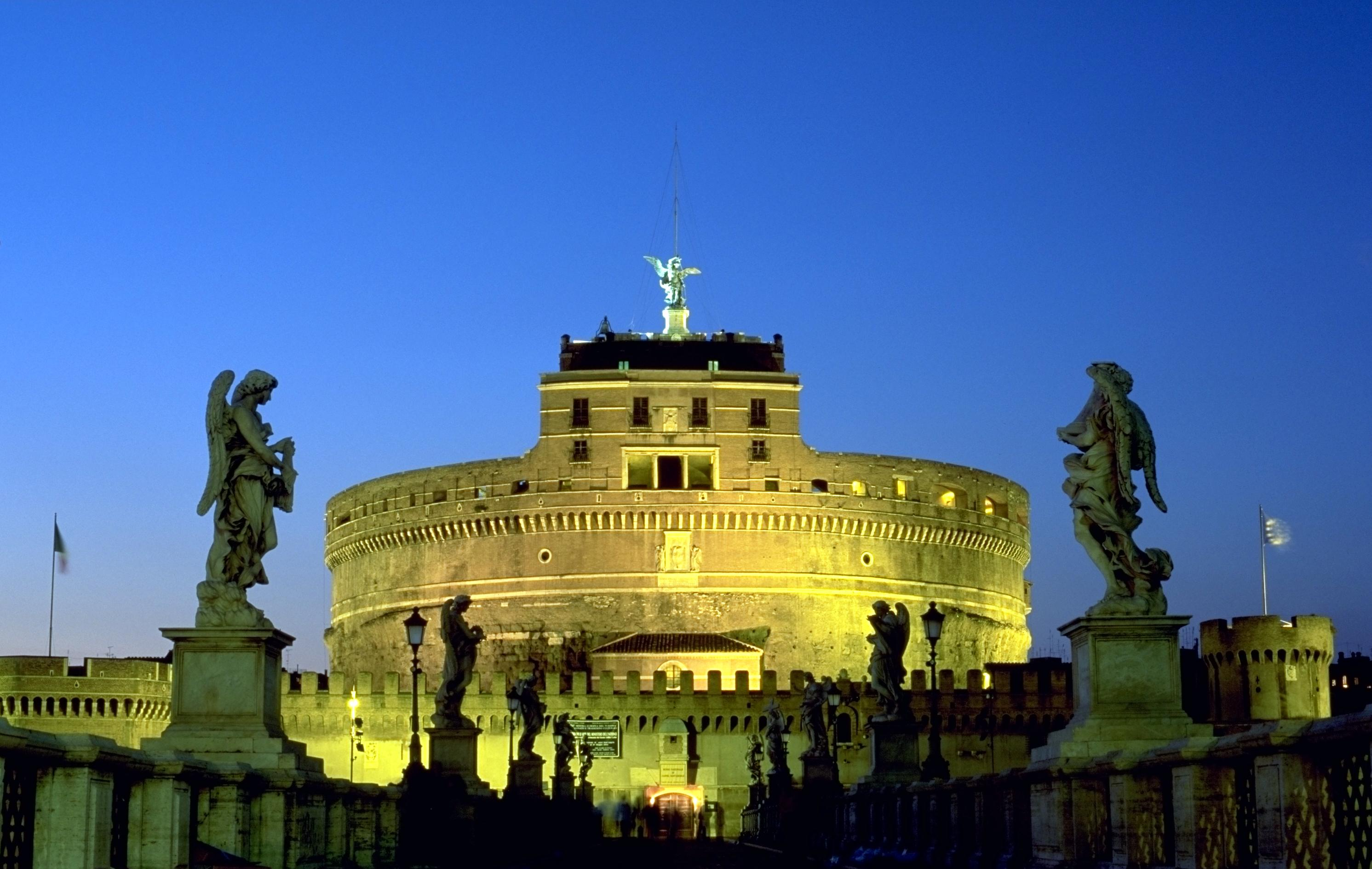
Mauzoleum cesarza Hadriana, Rzym

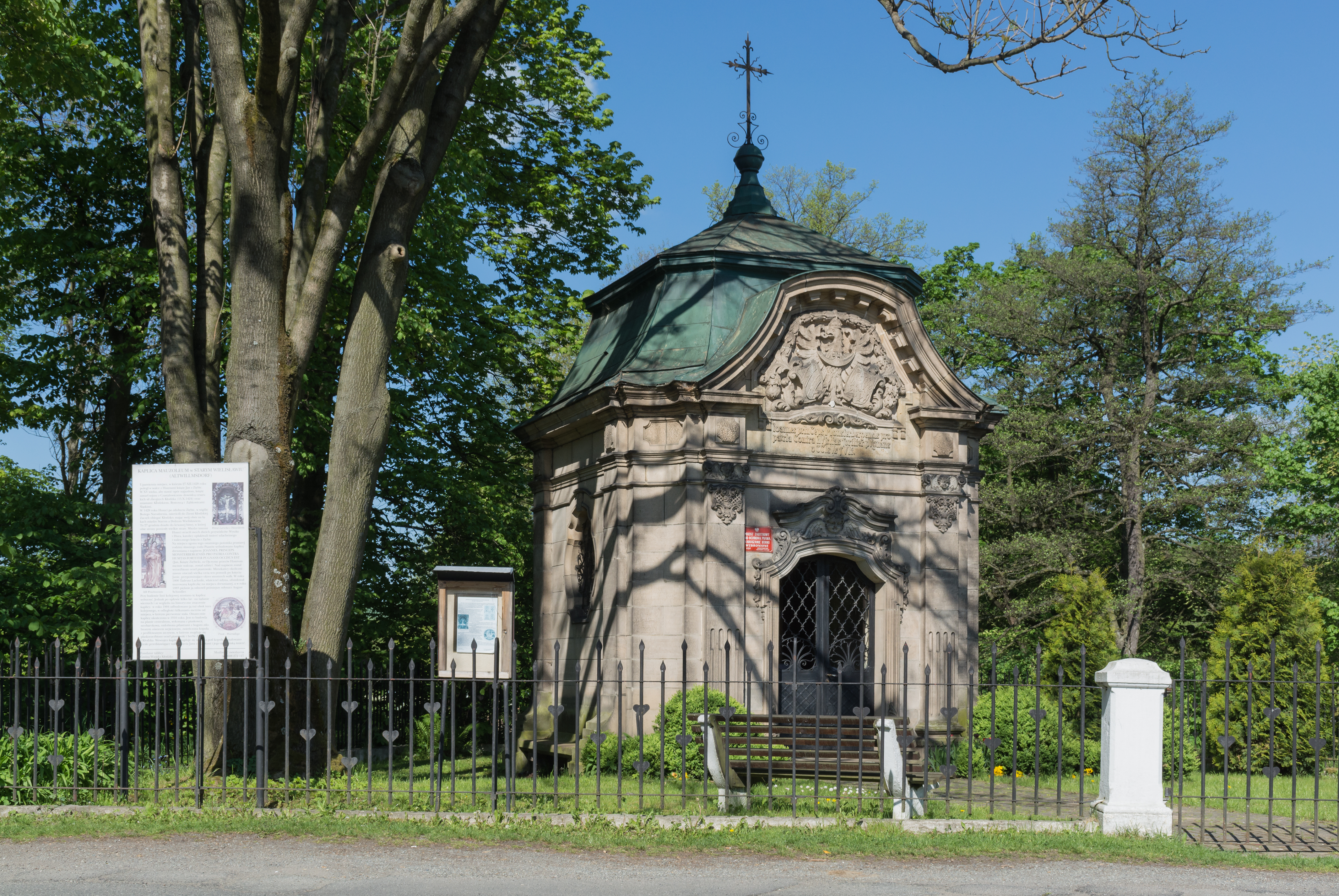
Mauzoleum Jana Ziębickiego w Starym Wielisławiu

Mauzoleum (gr. mausoleion, łac. mausoleum) – rodzaj grobowca w formie monumentalnej, samodzielnej budowli o bogatym wystroju architektonicznym. Spotykane są również niebędące miejscem pochówku, symboliczne mauzolea, będące jedynie pomnikiem ku czci danej osoby.
Pierwszym znanym mauzoleum jest wybudowany w IV wieku p.n.e. grobowiec króla Mauzolosa w Halikarnasie. Od imienia tego króla pochodzi nazwa wzorowanych na jego grobowcu późniejszych obiektów tego typu.

## Przykłady mauzoleów w Polsce

### Istniejące
- Mauzoleum generała Józefa Bema w Tarnowie
- Mauzoleum Piastów Śląskich w Legnicy
- Mauzoleum Piastów Śląskich w Krzeszowie
- Mauzoleum Raczyńskich w Rogalinie – zainspirowane gotykiem przyziemie kościoła pw. św. Marcelina w stylu antycznym (ewenement architektoniczny)
- Mauzoleum na terenie byłego obozu koncentracyjnego na Majdanku w Lublinie
- Mauzoleum rodziny Dietlów w Sosnowcu
- Mauzoleum w Wałbrzychu
- Mauzoleum rodziny Schaffgotschów w Raszowie
- Mauzoleum Książąt Żagańskich (kościół Świętego Krzyża) w Żaganiu
- Mauzoleum Potockich w Wilanowie

### Nieistniejące
- Mauzoleum Gustawa Orlicz-Dreszera w Gdyni – zburzone w czasie II wojny światowej
- Kaplica Moskiewska w Warszawie – mauzoleum cara Wasyla Szujskiego (wybudowane 1620 – rozebrane 1818)
- Mauzoleum Hindenburga – niem. Tannenberg-Denkmal koło wsi Sudwa – pomnik zwycięstwa niemieckiego nad armią rosyjską w sierpniu 1914 w Prusach – nazywanej bitwą pod Tannenbergiem

## Przykłady mauzoleów na świecie
- Mauzoleum Lenina w Moskwie
- Mauzoleum Ofiar Rewolucji na Polu Marsowym w Sankt Petersburgu
- Mauzoleum Mao Zedonga w Pekinie
- Mauzoleum Kim Ir Sena w Pjongjangu
- Mauzoleum Ho Chi Minha w Hanoi
- Mauzoleum Suche Batora i Czojbalsana w Ułan Bator (Nieistniejące)
- Mauzoleum Georgiego Dimitrowa w Sofii (Nieistniejące)
- Mauzoleum Pomnik narodowy na Vítkově w Pradze
- Mauzoleum Atatürka w Ankarze
- Mauzoleum Muhammad Ali Jinnah w Karaczi (Meczet Mazare Quaid)
- Mauzoleum Valle de los Caídos w Dolinie Poległych w Hiszpanii, upamiętniające poległych (gł. żołnierzy generała Franco) w wojnie domowej 1936–1939
- Mauzoleum Augusta – I wiek p.n.e.
- Mauzoleum Hadriana (Zamek Świętego Anioła) w Rzymie – II wiek
- Mauzoleum Konstancji w Rzymie
- Mauzoleum Lincolna w Waszyngtonie
- Mauzoleum Tadź Mahal w Indiach
- Grobowce Saadytów w Marrakeszu
- Mauzoleum Che Guevary w Santa Clara
- Mauzoleum Josipa Broz Tito w Belgradzie (Dom Kwiatów)